# Фэн Байцзю
Фэн Байцзю или Фэн Байцзинь (кит. трад. 馮白駒, упр. 冯白驹, пиньинь Feng Baiju), при рождении Фэн Юйцю (кит. трад. 冯裕球, пиньинь Feng Yuqiu; 7 июня 1903 — 19 июля 1973) — китайский революционер и военный деятель, лидер сопротивления острова Хайнань в японо-китайской войне против гоминьдановцев и японских оккупационных войск.

## Биография

### Ранние годы
Окончил школу Юньлон, с 13 лет организовал группу, помогавшую ученикам с решениями задач. В 1919 году, будучи учеником школы района Цюншань, участвовал в движении 4 мая. В 1925 году поступил в Шангхайский университет, но через год вернулся в Хайкоу, став руководителем объединения фермеров Хайкоу с подачи секретаря Цюншаньской ячейки Компартии Китая Ли Айчуня. В ноябре того же года принят в Коммунистическую партию Китая. В 1927 году произошёл инцидент «Ци 42», в результате которого Ли был казнён. Фэн Юйцзю был назначен секретарём ячейки и создал Цюншаньскую крестьянскую революционную армию. В июле 1927 года участвовал в восстании против сил 6-й полевой армии Народно-революционной армии. В сентябре участвовал в беспорядках в Цюаньцюне и позже был членом Цюншаньского особого комитета КПК.
В начале 1929 года Фэн Байцзю был секретарём Чэнмайского провинциального комитета КПК. В июле был разгромлен Цюншаньский особый комитет, все его члены были убиты. Фэн Бацзю и председатель Советского Правительства провинции Цюншань Ван Вэньмин организовали встречу с целью восстановления особого комитета. В январе следующего года после смерти Вана Фэн стал секретарём КПК и возглавил Цюншаньскую ячейку КПК. В феврале 1930 года побывал в Гонконге и Шанхаи, где выступил перед Гуандуньским провинциальным комитетом КПК и ЦК КПК, его встретили там Ли Лисань и Чжоу Эньлай. В апреле участвовал в IV съезде Цюншаньского особого комитета и выступил с речью о расширении баз деятельности, развитии партийных организаций и повышении численности Красной Армии. В августе была образована отдельная Хайнаньская дивизия рабоче-крестьянской Красной армии Китая численностью 2 тысячи человек.
В 1932 году в результате операции Гоминьдана дивизия была разгромлена, её командир Ван Вэнью был схвачен и казнён, погиб политрук Фэн Гоцзинь. Фэн Байцзю лично принял руководство партийными органами и охраной численностью 100 человек, призвав бороться дальше. В апреле 1933 года 25 человек повели выживших в Цюншань, где восстановили базу Красной армии. В мае 1936 года на V съезде Цюншаньского особого комитета его переизбрали секретарём, и Фэн объявил об образовании Цюншаньского партизанского командования Красной армии из семи отделов.

### Война против Японии
После инцидента 7 июля в 1937 году Фэн Байцзю направил письмо Гоминьдану с призывом прекратить распри и объединиться с целью спасения страны от японцев. Его самого арестовали вместе с женой в октябре того же года. В декабре 1937 года вмешательство Чжоу Эньлая помогло освободить семью. 22 октября 1938 года части Красной армии из Хайнаня и власти национального правительства Китая заключили соглашение между Гоминьданом и КПК об объединённых действиях против Японии. 5 декабря партизанские части были преобразованы в «14-е отдельное командование Гуаньдунских народных антияпонских сил самообороны» в Цюншань. Фэн Байцзю был назначен командиром этого отряда в звании капитана. 10 февраля 1939 года из Тяньвэя на остров Хайнань высадились японские части, которые собирались занять Хайкоу. Фэн приказал 1-му эскадрону отдельного командования заблокировать переправу Наньтань Цзяньтанкоу, что было выполнено успешно. В сентябре 1940 года Фэн был снова назначен секретарём Цюншаньского особого комитета и продолжил командование Хайнаньским антияпонским отдельным корпусом. В горах Мэйхэ он образовал базу и основал школу, директором которой был назначен. В декабре 1941 года из-за раскола между Гоминьданом и КПК корпус отступил на базы Цюншань и Вэньчан.
В феврале 1941 года Фэн Байцзэнь был назначен председателем Военного комитета при Хайнаньском особом комитете КПК. В ноябре 1941 года было образовано антияпонское демократическое правительство на северо-востоке Хайнаня, председателем которого стал Фэн. В 1942—1943 годах японская армия совершила серию нападений на базу. На случай контакта с центральным правительством Фэн выработал стратегию «сдерживания изнутри и прорыва наружу» и вывел отдельный корпус в сторону Цюншань, Ло Люцзяо. Под руководством Фэна войска участвовал в засаде при Лобаньпу, нападении на мост Хайкоу Чанлинь и других осадах, что позволило выбить японцев и расширить базу. Осенью 1944 года Хайнаньский антияпонский отдельный корпус стал Хайнаньской антияпонской отдельной колонной, командиром и политруком которой стал Фэн Байцзю. В 1945 году армия вышла на побережье, создав антияпонскую базу Байся. Однако остров оставался по большому счёту под контролем гоминьдановцев.

### Война против Гоминьдана
В апреле и августе 1946 года Фэн Байцзю призвал ЦК КПК продолжить борьбу за Хайнань и получил одобрение ото всех членов ЦК. В горах Вучжи была образована центральная революционная база. 18 июня 1947 года глава провинции Гуандунь Цай Чжиньчжунь сообщил, что на острове Хайнань находится около 6 тысяч человек, представляющих Фэнхуанский провинциальный комитет КПК, и с ними не могут справиться гоминьдановцы. В мае 1947 года Хайнаньский особый комитет стал Хайнаньским окружным комитетом, его секретарём стал Фэн Байцзю. В октябре 1947 года Хайнаньская отдельная партизанская колонна была преобразована в Хайнаньскую колонну НОАК, командиром и политруком которой остался Фэн.
В середине декабря 1946 года Хайнаньский особый комитет КПК постановил объединить базы Байся, Баотиня и Лэдуна в Вучжисянский центр. В январе 1947 года руководящие органы Хайнаньского особого комитета и командование отдельной колонны вступили в Хунмао и начали возводить базу. С зимы того же года силами пяти отделений и наступлениями в направлениях Баотинь и Лэдун удалось расширить зону действия. В январе 1948 года под контроль КПК перешёл Баотинь, в июне — Лэдун, так был образован Вучжисяньский военный центр. В сентябре 1948 года Хайнаньская колонна начала осеннее наступление, заняв 18 населённых пунктов (в том числе Синлун и Шиби). В феврале 1949 года были образованы шесть полков для весеннего наступления, в ходе которого были заняты 20 городов, в том числе Синьчжоу и Чанхуа, шахта Шилю и электростанция Гуанба. В июне колонна численностью девять полков возобновила наступление, однако гоминьдановцы отступили без боя. В результате были уничтожены 4500 солдат и офицеров противника, заняты 23 города, численность колонны возросла до 16 тысяч человек.
В октябре 1949 года артиллерийский полк 24-й дивизии, образованной из Хайнаньской колонны, и Ташаньский осадный полк под командованием Лин Бяо по ошибке открыли друг по другу огонь, перепутав с гоминьдановцами друг друга, из-за чего произошло обострение отношений между членами партии на острове. ЦК КПК отправил в Гуандунь своих представителей для реорганизации колонны. Произошло этого при следующих обстоятельствах: 17 октября 1949 года колонну отправили к горам Луофу в местечко Сые. В районе Лунхуа, Болуо была окружена 154-я дивизия Гоминьдана под командованием генерал-майора Чжэна Иньтона. Во время капитуляции неожиданно неизвестные открыли огонь по артиллерийскому полку, командиром которого был Юань Гэн. Отряд во главе с Ваном Тунъю взял штурмом гору и сообщил о захвате «вражеской роты» с командиром, однако позже выяснилось, что в плен попали Ташаньские бойцы.

### Деятельность в КНР

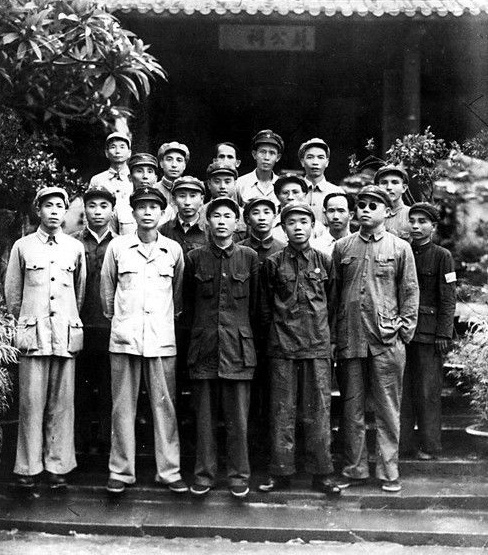
Фото 10 мая 1950 года с генералами НОАК, Фэн Байцзю первый справа в верхнем ряду

В октябре 1949 года Фэн Байцзю был назначен членом Южно-Китайского отделения ЦК КПК, став членом народного правительства провинции Гуаньдун и третьим заместителем политрука Гуандуньского военного региона. С марта по май 1950 года Хайнаньская колонна при поддержке НОАК проводила окончательную «зачистку» острова от гоминьдановцев. Чжоу Эньлай назвал Фэна «знаменем народа Хайнаня». В мае 1950 года Фэн Байцзю был назначен заместителем директора военно-политического комитета Хайнаня, в июне был назначен секретарём Хайнаньского окружного комитета КПК (позже первый секретарь), в июле возглавил Хайнаньский военный регион НОАК. В начале ноября Фэн Байцзю и Е Цзяньин прибыли в Пекин с отчётом о проделанной работе, где их встретили Мао Цзэдун, Лю Шаоци, Чжоу Эньлай, Чжу Дэ и многие другие.
В начале 1952 года по решению ЦК КПК началась борьба против «локалистов», сторонников правого уклона и защитников земельной реформы в провинции Гуандунь. В то время в адрес руководства шла обильная критика со стороны Мао Цзэдуна, говорившего о том, что руководство совершило несколько неверных решений и утратило авторитет в глазах крестьян; также подвергалось руководству Южно-Китайское отделение ЦК КПК. Е Цзяньин, Фан Фан, Фэн Байцзю и многие другие подготовили отчёт, в результате Фан Фан стал пятым секретарём. Через год Фан Фан был уволен с поста секретаря Южно-Китайского отделения ЦК КПК и лишён поста первого вице-губернатора Гуандунь. Под административные меры попали более 7 тысяч местных чиновников, а после реорганизации Фан Фан, Е Цзяньин и Фэн Байцзю были отстранены от своих возможностей. Тао Чжу и Чжао Цзыян заняли руководящие места в правительстве провинции, а Фэн Байцзю, Фан Фан и Гу Дацунь были объявлены виновниками случившегося.
В декабре 1954 года Фэн был назначен секретарём Гуандуньского провинциального парткома и заместителем губернатора провинции. В 1955 году награждён медалями первого класса орденов Баи, Независимости и Свободы и Освобождения. Восьмой член ЦК КПК, член Первой национальной комиссии по обороне. В декабре 1957 года на VIII съезде Гуандуньского провинциального комитета одобрена «Резолюция по антипартийной группе Хайнаньских локалистов, Фэна Байцзю, Гу Дацуня и их товарищей», по итогам Байцзю был уволен с поста секретаря Гуандуньского партийного комитета и политрука Хайнаньского военного региона. В январе 1958 года назначен руководителем городского округа Саньша (провинция Гуандунь). В апреле 1963 года направлен в провинцию Чжэцзян, став заместителем губернатора и членом местного провинциального комитета. Во время Культурной революции подвергался преследованиям.
19 июля 1973 года Фэн Байцзю скоропостижно скончался в Пекине. Спустя 10 лет, в феврале 1983 года ЦК КПК подписал «Заявление о реабилитации Фэна Байцзю и Гу Дацуня»。.